# Вјето (Бјела)
Вјето је насеље у Италији у округу Бијела, региону Пијемонт.
Према процени из 2011. у насељу је живело 30 становника. Насеље се налази на надморској висини од 363 м.